# Telipogon eberhardtii
Telipogon eberhardtii là một loài thực vật có hoa trong họ Lan. Loài này được Braas miêu tả khoa học đầu tiên năm 1985.